# 1277 dans les croisades
- Mamelouks :     Az-Zâhir Rukn ad-Dîn Baybars al-Bunduqdari, As-Said Nâsir ad-Dîn Baraka Khan ben Baybars

Cette page regroupe les évènements concernant les Croisades qui sont survenus en 1277 :
- mars : Marie d'Antioche cède ses droits sur le royaume de Jérusalem à  Charles d'Anjou, roi de Jérusalem[1].
- 30 juin : mort de Baybars, sultan mamelouk d'Égypte[2].
- septembre : Roger de San-Sévérino, comte de Marseille, prend possession de Saint-Jean-d'Acre au nom de Charles d'Anjou, roi de Jérusalem[2].
- 29 septembre : Mort de Balian d'Ibelin, seigneur d'Arsouf. Son fils Jean lui succède[3].